# كأس اليونان لكرة السلة 2014–15
كأس اليونان لكرة السلة 2014–15 (باليونانية: Κύπελλο Ελλάδας καλαθοσφαίρισης ανδρών 2014-2015)‏ هو موسم من كأس اليونان لكرة السلة ‏. فاز فيه نادي باناثينايكوس لكرة السلة.